# Plexaura atra
Plexaura atra är en korallart som först beskrevs av Addison Emery Verrill 1901.  Plexaura atra ingår i släktet Plexaura och familjen Plexauridae. Inga underarter finns listade i Catalogue of Life.